# Большая Конюшенная слобода
Больша́я Коню́шенная слобода́ — дворцовая конюшенная слобода, возникшая в XVI веке, в западной части Земляного города Москвы, близ Пречистенских ворот Белого города.

## История
В XVI веке большие стада царских лошадей паслись в Семчинских лугах под Воробьёвыми горами, здесь же запасалось сено для дворцовых конюшен. Эта местность была покрыта многочисленными стогами сена, отчего получила название Остожья, позднее вся пролегавшая здесь дорога стала называться Остоженка. Вдоль этой дороги, которая вела к Боровицким воротам Кремля, был организован Конюшенный обиход. А с внутренней стороны Боровицких ворот находился царский Конюшенный двор..
Для обслуживания конюшен требовалось много людей, поэтому они старались селиться как можно ближе к Конюшенному обиходу, и, тем самым, образовали в начале правления Ивана IV Конюшенную слободу на месте нынешних Гагаринского и Староконюшенного переулков.
Слобода была одной из самых больших в Москве. По свидетельству современника, в слободе находилось около 44 тысяч царских, стрелецких и рабочих лошадей. Слобода подчинялась специальному Конюшенному приказу, который выделял на содержание 300 конюхов денежное жалование, а также отдельно выплачивал пошлину за продажу и клеймение лошадей. С конца XV века должность конюшего стала одним из почётных дворцовых чинов. В конце XVI века это звание носил Борис Годунов..
Главной улицей Конюшенной слободы был современный Гагаринский переулок, который до начала XIX века назывался Старой Конюшенной улицей. В центре слободы находилась церковь Усекновения главы Иоанна Предтечи в «Старой» или «Большой» Конюшенной. Своё название храм получил после того, как в конце XVII века вблизи Девичьего поля появилась Новая Конюшенная слобода..
Из-за того, что Старая Конюшенная слобода располагалась в живописном месте рядом с центром города, в ней предпочитала селиться знать. В начале XVIII века эта территория начала застраиваться богатыми домами дворян и позднее стала одним из аристократических районов Москвы.